# سگ‌های باسکرویل
سگ‌های باسکرویل (انگلیسی: The Hounds of Baskerville) دومین قسمت از فصل دوم سریال شرلوک می‌باشد.